# 527

## Evenimente
- Este primul an de guvernare a împăratului Iustinian I în Imperiul Bizantin.

## Decese
- 1 august: Iustin I  (n. 450)